# إنريكي جراف
إنريكي جراف (بالإنجليزية: Enrique Graf) هو عازف بيانو أمريكي، ولد في 18 يوليو 1953 في مونتفيدو في الأوروغواي.

## وصلات خارجية
- إنريكي جراف على موقع ميوزك برينز (الإنجليزية)